# ウーゴ・コーロ
ウーゴ・コーロ（Hugo Corro、1953年11月5日 - 2007年6月15日）は、アルゼンチンの元男性プロボクサー。メンドーサ州サン・カルロス出身。元WBA・WBC世界ミドル級統一王者。

## 経歴
1973年プロデビュー。オーソドックスな技巧派で、1976年にアルゼンチン王者、1977年に南米王者となった。
1978年4月22日、母国の英雄カルロス・モンソン引退により王座に就いていた強豪ロドリゴ・バルデスを破り、WBA・WBC世界ミドル級チャンピオンとなった。
その後ロニー・ハリス、ロドリゴ・バルデスと2度の防衛に成功したが、1979年6月30日、インファイタービト・アンツォフェルモに敗れ、3度目の防衛に失敗した。

## 獲得タイトル
- WBA世界ミドル級王座（防衛2）
- WBC世界ミドル級王座（防衛2）